# Use Your Illusion Tour
Tournées par Guns N' Roses
Appetite for Destruction Tour 
 (1987 - 1988) Not in This Lifetime... Tour 
 (2016-2020)
Use Your Illusion Tour est la 2ème tournée du groupe américain Guns N' Roses qui s'est déroulée entre le 20 janvier 1991 et le 17 juillet 1993. C'est une des tournées les plus longues de l'histoire du rock avec 194 concerts dans 27 pays. Un grand nombre de polémiques et d'incidents entourent cette tournée émaillée par des émeutes, des retards, des annulations et des diatribes provocantes du chanteur Axl Rose.

## Concerts
| Date                       | Ville               | Pays             | Lieu                                           |
| Rock in Rio II             | Rock in Rio II      | Rock in Rio II   | Rock in Rio II                                 |
| -------------------------- | ------------------- | ---------------- | ---------------------------------------------- |
| 20 janvier 1991            | Rio de Janeiro      | Brésil           | Stade Maracanã                                 |
| 23 janvier 1991            | Rio de Janeiro      | Brésil           | Stade Maracanã                                 |
| Warm-Up Shows              |                     |                  |                                                |
| 9 mai 1991                 | San Francisco       | États-Unis       | "The Warfield" Theater                         |
| 11 mai 1991                | Los Angeles         | États-Unis       | Pantages Theater                               |
| 16 mai 1991                | New York            | États-Unis       | The Ritz                                       |
| Amérique du Nord (1st Leg) |                     |                  |                                                |
| 24 mai 1991                | East Troy           | États-Unis       | Alpine Valley Music Theater                    |
| 25 mai 1991                | East Troy           | États-Unis       | Alpine Valley Music Theater                    |
| 28 mai 1991                | Noblesville         | États-Unis       | Deer Creek Music Center                        |
| 29 mai 1991                | Noblesville         | États-Unis       | Deer Creek Music Center                        |
| 1er juin 1991              | Grove City          | États-Unis       | Capital Music Center                           |
| 2 juin 1991                | Toledo              | États-Unis       | Toledo Speedway                                |
| 4 juin 1991                | Richfield           | États-Unis       | Richfield Coliseum                             |
| 5 juin 1991                | Richfield           | États-Unis       | Richfield Coliseum                             |
| 7 juin 1991                | Toronto             | Canada           | Stade de l'Exposition nationale                |
| 8 juin 1991                | Toronto             | Canada           | Stade de l'Exposition nationale                |
| 10 juin 1991               | Saratoga Springs    | États-Unis       | Saratoga Performing Arts Center                |
| 11 juin 1991               | Hershey             | États-Unis       | Hersheypark Stadium                            |
| 13 juin 1991               | Philadelphie        | États-Unis       | The Spectrum                                   |
| 17 juin 1991               | Hempstead           | États-Unis       | Nassau Veterans Memorial Coliseum              |
| 19 juin 1991               | Landover            | États-Unis       | Capital Center                                 |
| 20 juin 1991               | Landover            | États-Unis       | Capital Center                                 |
| 22 juin 1991               | Hampton             | États-Unis       | Hampton Coliseum                               |
| 23 juin 1991               | Charlotte           | États-Unis       | Charlotte Coliseum                             |
| 25 juin 1991               | Greensboro          | États-Unis       | Greensboro Coliseum                            |
| 26 juin 1991               | Knoxville           | États-Unis       | Thompson-Boling Arena                          |
| 29 juin 1991               | Lexington           | États-Unis       | Rupp Arena                                     |
| 30 juin 1991               | Birmingham          | États-Unis       | Birmingham Race Course                         |
| 2 juillet 1991             | Maryland Heights    | États-Unis       | Riverport Amphitheater                         |
| 8 juillet 1991             | Dallas              | États-Unis       | Coca-Cola Starplex Amphitheater                |
| 9 juillet 1991             | Dallas              | États-Unis       | Coca-Cola Starplex Amphitheater                |
| 11 juillet 1991            | Denver              | États-Unis       | McNichols Sports Arena                         |
| 12 juillet 1991            | Englewood           | États-Unis       | Fiddler's Green Amphitheatre                   |
| 13 juillet 1991            | Salt Lake City      | États-Unis       | "The Salt Palace" Arena                        |
| 16 juillet 1991            | Tacoma              | États-Unis       | Tacoma Dome                                    |
| 17 juillet 1991            | Tacoma              | États-Unis       | Tacoma Dome                                    |
| 19 juillet 1991            | Mountain View       | États-Unis       | "Shoreline" Amphitheater                       |
| 20 juillet 1991            | Mountain View       | États-Unis       | "Shoreline" Amphitheater                       |
| July 23 1991               | Sacramento          | États-Unis       | ARCO Arena                                     |
| 25 juillet 1991            | Costa Mesa          | États-Unis       | Pacific Amphitheater                           |
| July 29, 1991              | Inglewood           | États-Unis       | The Forum                                      |
| July 30, 1991              | Inglewood           | États-Unis       | The Forum                                      |
| August 2, 1991             | Inglewood           | États-Unis       | The Forum                                      |
| August 3, 1991             | Inglewood           | États-Unis       | The Forum                                      |
| Europe (1st Leg)           |                     |                  |                                                |
| August 13, 1991            | Helsinki            | Finlande         | Helsinki Ice Hall                              |
| August 14, 1991            | Helsinki            | Finlande         | Helsinki Ice Hall                              |
| August 16, 1991            | Stockholm           | Suède            | Globen                                         |
| August 17, 1991            | Stockholm           | Suède            | Globen                                         |
| 19 août 1991               | Copenhague          | Danemark         | Copenhagen Forum                               |
| August 24, 1991            | Mannheim            | Allemagne        | May Market Area                                |
| August 31, 1991            | Londres             | Angleterre       | Stade de Wembley                               |
| États-Unis (2nd Leg)       |                     |                  |                                                |
| 5 décembre 1991            | Worcester           | États-Unis       | The Centrum                                    |
| December 6, 1991           | Worcester           | États-Unis       | The Centrum                                    |
| 9 décembre 1991            | New York            | États-Unis       | Madison Square Garden                          |
| December 10, 1991          | New York            | États-Unis       | Madison Square Garden                          |
| December 13, 1991          | New York            | États-Unis       | Madison Square Garden                          |
| December 16, 1991          | Philadelphie        | États-Unis       | The Spectrum                                   |
| December 17, 1991          | Philadelphie        | États-Unis       | The Spectrum                                   |
| December 28, 1991          | St. Petersburg      | États-Unis       | Suncoast Dome                                  |
| December 31, 1991          | Miami               | États-Unis       | Joe Robbie Stadium                             |
| 3 janvier 1992             | Bâton-Rouge         | États-Unis       | LSU Assembly Center                            |
| 4 janvier 1992             | Biloxi              | États-Unis       | Mississippi Coast Coliseum                     |
| January 7, 1992            | Memphis             | États-Unis       | "The Pyramid" Arena                            |
| January 9, 1992            | Houston             | États-Unis       | The Summit                                     |
| January 10, 1992           | Houston             | États-Unis       | The Summit                                     |
| 13 janvier 1992            | Fairborn            | États-Unis       | Nutter Center                                  |
| January 14, 1992           | Fairborn            | États-Unis       | Nutter Center                                  |
| January 21, 1992           | Minneapolis         | États-Unis       | Target Center                                  |
| January 22, 1992           | Minneapolis         | États-Unis       | Target Center                                  |
| 25 janvier 1992            | Las Vegas           | États-Unis       | Thomas & Mack Center                           |
| January 27, 1992           | San Diego           | États-Unis       | San Diego Sports Arena                         |
| January 28, 1992           | San Diego           | États-Unis       | San Diego Sports Arena                         |
| 31 janvier 1992            | Chandler            | États-Unis       | Compton Terrace                                |
| February 1, 1992           | Chandler            | États-Unis       | Compton Terrace                                |
| Japan Leg                  |                     |                  |                                                |
| February 19, 1992          | Tokyo               | Japon            | Tokyo Dome                                     |
| February 20, 1992          | Tokyo               | Japon            | Tokyo Dome                                     |
| February 22, 1992          | Tokyo               | Japon            | Tokyo Dome                                     |
| North America (3rd Leg)    |                     |                  |                                                |
| April 1, 1992              | Mexico              | Mexique          | Palacio de los Deportes                        |
| April 2, 1992              | Mexico              | Mexique          | Palacio de los Deportes                        |
| April 6, 1992              | Oklahoma City       | États-Unis       | "The Myriad" Arena                             |
| 9 avril 1992               | Rosemont            | États-Unis       | Rosemont Horizon                               |
| Europe (2nd Leg)           |                     |                  |                                                |
| 20 avril 1992              | Londres             | Angleterre       | Stade de Wembley (The Freddie Mercury Tribute) |
| 16 mai 1992                | Slane               | Irlande          | Slane concert                                  |
| 19 mai 1992                | Chorzów             | Pologne          | Silesian Stadium                               |
| 20 mai 1992                | Prague              | Tchécoslovaquie  | Stade de Strahov                               |
| 22 mai 1992                | Budapest            | Hongrie          | Népstadion                                     |
| 23 mai 1992                | Vienne              | Autriche         | Donauinsel Stadium                             |
| 26 mai 1992                | Berlin              | Allemagne        | Stade olympique                                |
| 28 mai 1992                | Stuttgart           | Allemagne        | Cannstatter Wasen                              |
| May 30, 1992               | Cologne             | Allemagne        | Müngersdorfer Stadion                          |
| June 3, 1992               | Hanovre             | Allemagne        | Niedersachsenstadion                           |
| June 6, 1992               | Paris               | France           | Paris Hippodrome                               |
| June 13, 1992              | Londres             | Angleterre       | Wembley Stadium                                |
| June 14, 1992              | Manchester          | Angleterre       | Maine Road                                     |
| June 16, 1992              | Gateshead           | Angleterre       | Gateshead International Stadium                |
| 20 juin 1992               | Wurtzbourg          | Allemagne        | Talavera-Mainwiese                             |
| 21 juin 1992               | Bâle                | Suisse           | Stade Saint-Jacques                            |
| 23 juin 1992               | Rotterdam           | Pays-Bas         | Stade de Feyenoord                             |
| 27 juin 1992               | Turin               | Italie           | Stadio delle Alpi                              |
| June 30, 1992              | Séville             | Espagne          | Stade Benito-Villamarín                        |
| July 2, 1992               | Lisbonne            | Portugal         | Estádio José Alvalade                          |
| North America (4th Leg)    |                     |                  |                                                |
| 17 juillet 1992            | Washington          | États-Unis       | RFK Stadium                                    |
| July 18, 1992              | East Rutherford     | États-Unis       | Giants Stadium                                 |
| 21 juillet 1992            | Pontiac             | États-Unis       | Pontiac Silverdome                             |
| July 22, 1992              | Indianapolis        | États-Unis       | Hoosier Dome                                   |
| July 25, 1992              | Orchard Park        | États-Unis       | Rich Stadium                                   |
| July 26, 1992              | Pittsburgh          | États-Unis       | Three Rivers Stadium                           |
| July 29, 1992              | East Rutherford     | États-Unis       | Giants Stadium                                 |
| August 8, 1992             | Montréal            | Canada           | Stade olympique                                |
| 25 août 1992               | Avondale            | États-Unis       | Phoenix International Raceway                  |
| 27 août 1992               | Las Cruces          | États-Unis       | Aggie Memorial Stadium                         |
| 29 août 1992               | La Nouvelle-Orléans | États-Unis       | The Superdome                                  |
| August 31, 1992            | Atlanta             | États-Unis       | Lakewood Amphitheater                          |
| 2 septembre 1992           | Orlando             | États-Unis       | Citrus Bowl                                    |
| September 4, 1992          | Houston             | États-Unis       | Astrodome                                      |
| 5 septembre 1992           | Irving              | États-Unis       | Texas Stadium                                  |
| 7 septembre 1992           | Columbia            | États-Unis       | Williams-Brice Stadium                         |
| September 9, 1992          | Los Angeles         | États-Unis       | Pauley Pavilion                                |
| 11 septembre 1992          | Foxborough          | États-Unis       | Foxboro Stadium                                |
| September 13, 1992         | Toronto             | Canada           | Stade de l'Exposition nationale                |
| September 15, 1992         | Minneapolis         | États-Unis       | Hubert H. Humphrey Metrodome                   |
| September 17, 1992         | Kansas City         | États-Unis       | Arrowhead Stadium                              |
| September 19, 1992         | Denver              | États-Unis       | Mile High Stadium                              |
| September 24, 1992         | Oakland             | États-Unis       | Oakland Coliseum (Day on the Green 1992)       |
| September 27, 1992         | Los Angeles         | États-Unis       | Los Angeles Memorial Coliseum                  |
| September 30, 1992         | San Diego           | États-Unis       | Jack Murphy Stadium                            |
| 3 octobre 1992             | Pasadena            | États-Unis       | The Rose Bowl                                  |
| October 6, 1992            | Seattle             | États-Unis       | Kingdome                                       |
| South America Leg          |                     |                  |                                                |
| November 25, 1992          | Caracas             | Venezuela        | Caracas Polyhedron                             |
| November 27, 1992          | Bogotá              | Colombie         | Estadio El Campín                              |
| November 30, 1992          | Bogotá              | Colombie         | Estadio El Campín                              |
| December 2, 1992           | Santiago du Chili   | Chili            | Chile National Stadium                         |
| December 5, 1992           | Buenos Aires        | Argentine        | River Plate Stadium                            |
| December 6, 1992           | Buenos Aires        | Argentine        | River Plate Stadium                            |
| December 10, 1992          | São Paulo           | Brésil           | Anhembi                                        |
| December 12, 1992          | São Paulo           | Brésil           | Anhembi                                        |
| December 13, 1992          | Rio de Janeiro      | Brésil           | Autódromo Internacional Nelson Piquet          |
| Pacific Leg                |                     |                  |                                                |
| January 12, 1993           | Tokyo               | Japon            | Tokyo Dome                                     |
| January 14, 1993           | Tokyo               | Japon            | Tokyo Dome                                     |
| January 15, 1993           | Tokyo               | Japon            | Tokyo Dome                                     |
| January 30, 1993           | Sydney              | Australie        | Eastern Creek Raceway                          |
| February 1, 1993           | Melbourne           | Australie        | Calder Park Raceway                            |
| February 6, 1993           | Auckland            | Nouvelle-Zélande | Mount Smart Stadium                            |
| North American (Final Leg) |                     |                  |                                                |
| February 23, 1993          | Austin              | États-Unis       | Frank Erwin Center                             |
| February 25, 1993          | Birmingham          | États-Unis       | Jefferson Civic Arena                          |
| 6 mars 1993                | New Haven           | États-Unis       | New Haven Coliseum                             |
| March 8, 1993              | Portland            | États-Unis       | Cumberland County Civic Center                 |
| March 9, 1993              | Hartford            | États-Unis       | Hartford Civic Center                          |
| 12 mars 1993               | Hamilton            | Canada           | Copps Coliseum                                 |
| March 16, 1993             | Augusta             | États-Unis       | Augusta Civic Center                           |
| March 17, 1993             | Boston              | États-Unis       | Boston Garden                                  |
| March 20, 1993             | Iowa City           | États-Unis       | Carver–Hawkeye Arena                           |
| 21 mars 1993               | Fargo               | États-Unis       | Fargodome                                      |
| March 24, 1993             | Winnipeg            | Canada           | Winnipeg Arena                                 |
| March 26, 1993             | Saskatoon           | Canada           | Saskatchewan Place                             |
| March 28, 1993             | Edmonton            | Canada           | Northlands Coliseum                            |
| March 30, 1993             | Vancouver           | Canada           | BC Place                                       |
| April 1, 1993              | Portland            | États-Unis       | Portland Veterans Memorial Coliseum            |
| April 3, 1993              | Sacramento          | États-Unis       | ARCO Arena                                     |
| April 4, 1993              | Reno                | États-Unis       | Lawlor Events Center                           |
| April 7, 1993              | Salt Lake City      | États-Unis       | Delta Center                                   |
| 9 avril 1993               | Rapid City          | États-Unis       | Don Barnett Arena                              |
| April 10, 1993             | Omaha               | États-Unis       | Omaha Civic Arena                              |
| 13 avril 1993              | Auburn Hills        | États-Unis       | Auburn Hills Palace                            |
| 15 avril 1993              | Roanoke             | États-Unis       | Roanoke Civic Center                           |
| April 16, 1993             | Chapel Hill         | États-Unis       | Dean Smith Center                              |
| 18 avril 1993              | Virginia Beach      | États-Unis       |                                                |
| April 21, 1993             | Guadalajara         | Mexique          | Estadio Jalisco                                |
| April 23, 1993             | Mexico              | Mexique          | Palacio de los Deportes                        |
| April 24, 1993             | Mexico              | Mexique          | Palacio de los Deportes                        |
| April 27, 1993             | Monterrey           | Mexique          | Estadio Universitario                          |
| 28 avril 1993              | Monterrey           | Mexique          | Estadio Universitario                          |
| 1er mai 1993               | Cincinnati          | États-Unis       | Riverfront Coliseum                            |
| 3 mai 1993                 | Providence          | États-Unis       | Providence Civic Center                        |
| May 4, 1993                | Albany              | États-Unis       | Knickerbocker Arena                            |
| 5 mai 1993                 | Amherst             | États-Unis       | Mullins Center                                 |
| Europe (Final Leg)         |                     |                  |                                                |
| 22 mai 1993                | Tel Aviv            | Israël           | Hayarkon Park                                  |
| 24 mai 1993                | Athènes             | Grèce            | Stade olympique                                |
| 26 mai 1993                | Istanbul            | Turquie          | Stade BJK İnönü                                |
| 29 mai 1993                | Milton Keynes       | Angleterre       | National Bowl                                  |
| May 30, 1993               | Milton Keynes       | Angleterre       | National Bowl                                  |
| June 2, 1993               | Vienne              | Autriche         | Praterstadion                                  |
| 5 juin 1993                | Nimègue             | Pays-Bas         | Goffertpark                                    |
| 6 juin 1993                | Nimègue             | Pays-Bas         | Goffertpark                                    |
| 8 juin 1993                | Copenhague          | Danemark         | Gentofte Stadion                               |
| 10 juin 1993               | Oslo                | Norvège          | Valle Hovin                                    |
| June 12, 1993              | Stockholm           | Suède            | Stockholm Olympic Stadium                      |
| 16 juin 1993               | Bâle                | Suisse           | Stade Saint-Jacques                            |
| June 18, 1993              | Brême               | Allemagne        | Weserstadion                                   |
| June 19, 1993              | Cologne             | Allemagne        | Müngersdorfer Stadion                          |
| June 22, 1993              | Karlsruhe           | Allemagne        | Wildparkstadion                                |
| June 25, 1993              | Francfort           | Allemagne        | Waldstadion                                    |
| June 26, 1993              | Munich              | Allemagne        | Stade olympique                                |
| June 29, 1993              | Modène              | Italie           | Stadio Comunale                                |
| June 30, 1993              | Modène              | Italie           | Stadio Comunale                                |
| July 2, 1993               | Cava de' Tirreni    | Italie           | Stadio Simonetta Lamberti                      |
| 5 juillet 1993             | Barcelone           | Espagne          | Stade olympique Lluís Companys                 |
| 6 juillet 1993             | Madrid              | Espagne          | Stade Vicente-Calderón                         |
| 8 juillet 1993             | Nancy               | France           | Zenith de Nancy                                |
| 9 juillet 1993             | Lyon                | France           | Halle Tony-Garnier                             |
| 11 juillet 1993            | Werchter            | Belgique         | Rock Werchter Festival                         |
| 13 juillet 1993            | Paris               | France           | Palais omnisports de Paris-Bercy               |
| South America (Final Leg)  |                     |                  |                                                |
| 16 juillet 1993            | Buenos Aires        | Argentine        | River Plate Stadium                            |
| 17 juillet 1993            | Buenos Aires        | Argentine        | River Plate Stadium                            |

## Émeutes et incidents
L'incident qui a le plus marqué les esprits est celui de Maryland Heights, près de Saint-Louis, le 2 juillet 1991. Pendant le concert, Axl Rose se fait provoquer par un groupe de bikers aux premiers rangs, lors de la chanson Rocket Queen. Il demanda à la sécurité d'intervenir et de saisir l'appareil photo de l'un d'eux. Ces derniers n'obéissant pas aux ordres (on apprendra plus tard qu'ils étaient de mèche avec le groupe de bikers) Axl décide de prendre les choses en main et saute dans la foule pour se saisir de l'appareil et en profiter pour frapper les provocateurs. Une fois remonté sur scène il déclare « Well, Thanks to the lame-ass security, I'm going home » ("Bon eh bien grâce à ces tocards de la sécurité, je rentre à la maison"), jette son micro au sol retourne en coulisses, suivi du reste du groupe.. ce qui ne manqua pas d'énerver les fans, et déclencha une émeute. Les dégâts sont estimés à plus de 200 000 $ (dont le piano d'Axl Rose, des amplificateurs, etc. ;de plus certains fans ont également essayé de voler des guitares). Emprisonné en 1992 pour cette affaire, Axl Rose doit interrompre la tournée Use Your Illusion et est interdit de séjour dans la ville de Saint Louis. Il devra payer une amende de 50 000 $.
En 1992, lors de la tournée commune avec Metallica à Montréal, James Hetfield est victime d'un accident pyrotechnique pendant la prestation de son groupe et est emmené à l'hôpital. Axl Rose refusa de monter sur scène avant l'heure prévue et interrompt le passage de son groupe après seulement 45 minutes de spectacle. Ceci provoque une émeute qui fait plusieurs blessés et de nombreux dégâts. Le guitariste de Metallica Kirk Hammett compare le comportement d'Axl Rose en coulisse à celui de Néron jouant de la lyre pendant que Rome brûlait.

## Membres
Guns N' Roses
- Axl Rose – chant
- Slash – guitare solo
- Duff McKagan – basse, chœurs
- Izzy Stradlin - guitare rythmique (1991 et cinq shows en 1993)
- Dizzy Reed – claviers, percussion, chœurs
- Matt Sorum – batterie
- Gilby Clarke – guitare rythmique à la suite du départ d'Izzy Stradlin en 1991